# 24 години Нюрбургрингу

Логотип ADAC 24-години Нюрбургрингу

ADAC Цюрих 24-годинна гонка Нюрбургрингу — 24-годинна гонка легкових автомобілів групи N та А, а з 1999 року також автомобілі класу GT2, яка проводиться на «Північній петлі» Нюрбургрингу з 1970 року.

## Особливості
Основною особливістю гонки є те, що вона проходить на «Північній петлі» Нюрбургрингу - яка має назву Нордшляйфе (Nordschleife), конфігурація якої постійно міняється (Протяжність від 20,8 до 25,9 км). Ця траса вважається складною як для пілотів, так і для їх машин (її ще називають «Зелене пекло»). У гонці стартує до 220 автомобілів і понад 700 пілотів. У одній команді може бути від 2 до 6 водіїв. Це пов'язано з тим, що один пілот може перебувати безперервно за кермом до 150 хвилин, після чого повинен зробити перерву мінімум 2 години. Цікавим є той факт, що згідно з правилами один і той самий гонщик може виступати у двох екіпажах одночасно. Спочатку у гонці братли участь автомобілі групи N та модифіковані автомобілі групи А. Проте із зростанням інтересу до гонки на початку 90-их в 1999 році до участі допустили автомобілі класу GT2.
У дні змагань вздовж траси облаштовують місця для кемпінгу, більшість глядачів розташовуються просто неба. Вночі такі кемпінги перетворюються у веселі ярмарки, додаючи змаганням атмосфери фестивалю. Щороку це дійство приваблює все більше й більше глядачів, в останні роки їх кількість сягала понад 400 тис.

## Історія

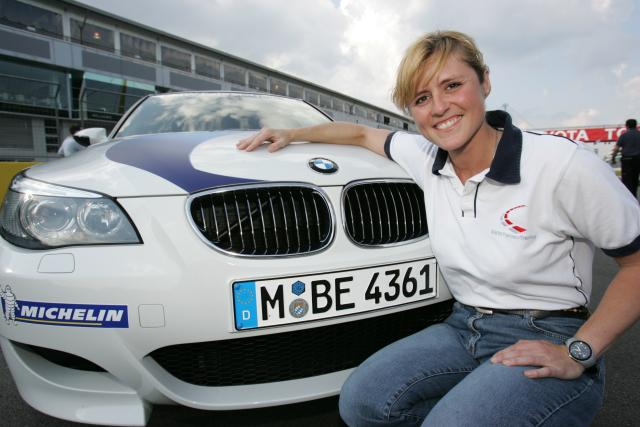
Сабіна Шмітц

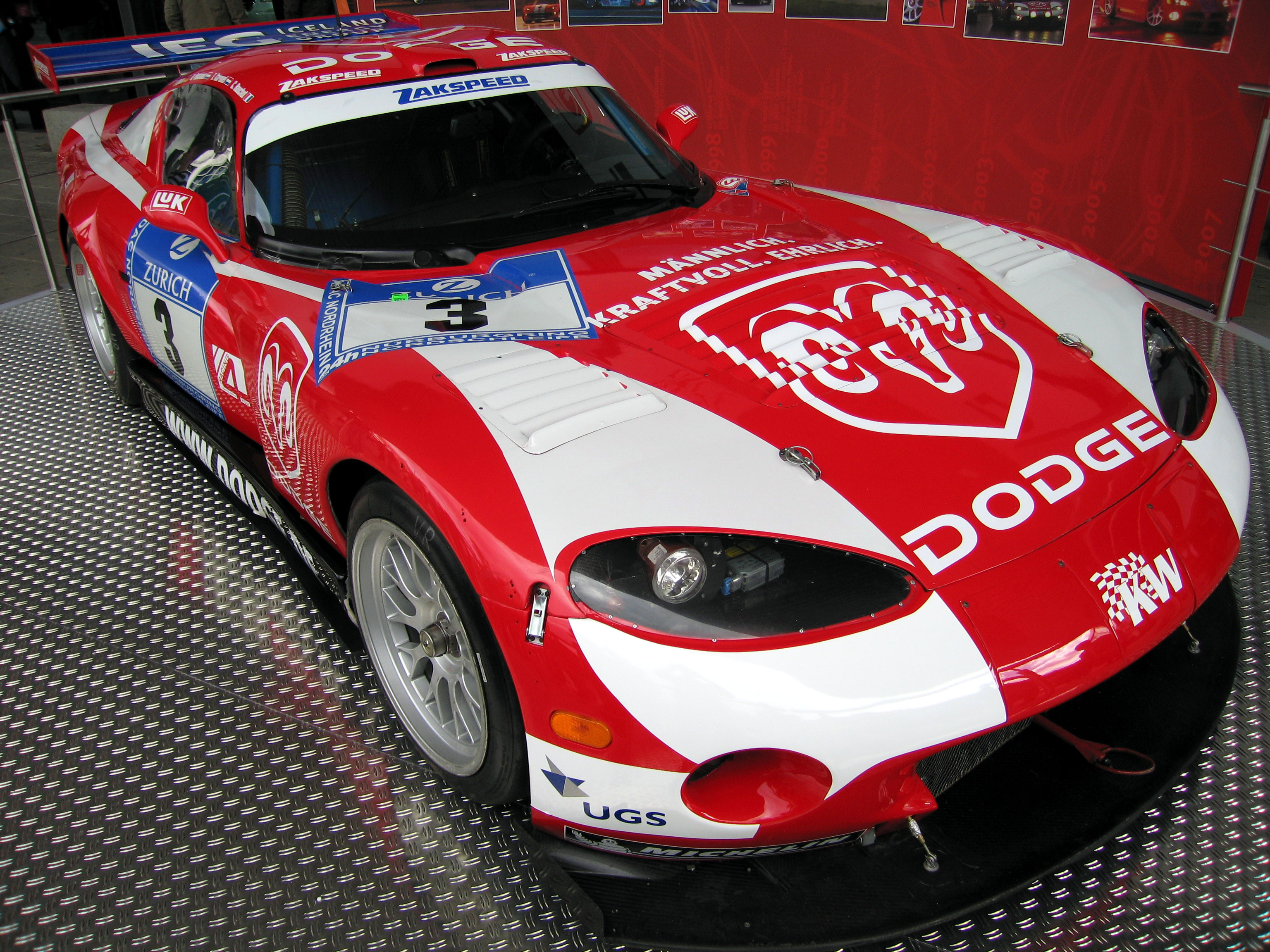
Chrysler Viper GTS-R команди Zakspeed

Перша офіційна 24-годинна гонка у Нюрбурзі на трасі «Північна петля» Нюрбургрингу пройшла у 1970 році. Перемогли тоді Ганс-Йоахім Штук та Клеменс Шикентанц на автомобілі BMW 2002 TI. У 1973 році перемогла команда Alpina на автомобілі BMW 3.0 CSL, один з пілотів якої, Нікі Лауда, поставив рекорд кола 8:39,6 хвилин, цей результат вищий ніж у пілотів команди Manthey Racing на Porsche 911 GT3-RSR у 2009 (це пояснюють різницею в довжині траси 1973 та 2009 року). 
У зв'язку з нафтовою кризою у 1974-75 роках гонки не проводили, після чого відродились в 1976, коли три роки поспіль перемагав екіпаж у складі Фріца Мюллера та Герберта Гехлера на автомобілі Porsche 911 Carrera. У 1983 році гонка не відбулася через перебудову Нюрбургрингу. Була змінена траса Гран-Прі та частина «Північної петлі» (Nordschleife). У 1996 році вперше у 24-годинній гонці Нюрбургрингу перемогла жінка, це була Сабіне Шмітц на автомобілі BMW M3 E36. Також вона перемагала в 1997 році. У 1998 році на перегонах вперше були представлені два автомобіля з дизельними двигунами. Один з яких фінішував першим, це був BMW 320d. У 1999 на старт допустили автомобілі класу GT2, що дозволило взяти участь у перегонах таким автомобілям як Chrysler Viper GTS-R, Porsche 993 GT2, BMW M3 GTR V8. За перше місце боротьба йшла між Chrysler Viper GTS-R (команда Zakspeed) та Porsche 993 GT2 (команда Porsche Zentrum Koblenz). Потужніший Chrysler цього року прийшов першим. В 2000, завдяки новому водяному охолодженню на автомобілі Porsche 996 GT3 RS, команда Porsche Zentrum Koblenz змогла відігратись, проте наступні два роки перемагала команда Zakspeed із автомобілем Chrysler Viper GTS-R. У 2006 команда Manthey Racing на автомобілі Porsche 996 GT3-MR встановила рекорд дальності, 151 коло загальною довжиною 3832 км. У 2007 через сильний дощ початок перегонів перенесли на дві години, а вночі їх призупинили на шість годин через сильний туман. Загалом гонка тривала лише 18 годин.

## Сьогодення

### 2008
У 2008 році 270 екіпажів подали заявки на участь у перегонах, проте лише 220 з них могли взяти участь. В другій половині дня у п'ятницю було проведено кваліфікацію. За результатами кваліфікації на першому місці стартувала команда Manthey Racing зі стартовим номером 1, показавши час 8:26,730. До складу команди входили Тімо Бернгард, Марк Ліб, Ромен Дюма і Марсель Тіман, вони пілотували автомобіль Porsche 997 GT3 RSR. На другій стартовій позиції, із номером 4, був Porsche 997 Turbo команди Hankook/H&R Spezialfedern, яка показала час 8:29,838. А на третій позиції, із часом 8:31,132, стартував Dodge Viper GTS-R, з номером 2, команди Dodge Viper Team Zakspeed. 
Гонка стартувала 24 травня о 15-00 за місцевим часом. На старті лідерство взяв Porsche 997 GT3 RSR команди Manthey Racing, проте до кінця кола він перемістився в кінець пелотону і заїхав на піт-стоп. В машини був пошкоджений шланг системи охолодження, що призвело до перегріву двигуна. Після недовготривалого ремонту автомобіль знову повернувся на трасу. Тим часом лідирував Porsche 997 Turbo команди Hankook/H&R Spezialfedern, проте після третього кола теж вимушений був зупинитись на піт-стоп. Наступних кілька годин першим їхав BMW Z4 M-Coupe команди Motorsport Arena Oschersleben, але вночі машина зійшла з дистанції внаслідок аварії.
В результаті перших два місця на подіумі дістались команді Manthey Racing з Porsche 997 GT3 RSR на першому місці та Porsche 911 GT3-MR на другому. Третім фінішував екіпаж команди Frikadelli Racing у складі: Сабіне Шмітц, Клаус Аббелен, Едґар Альтгофф, Кеннет Гаєр, на автомобілі Porsche 911 GT3 Cup.

### 2009

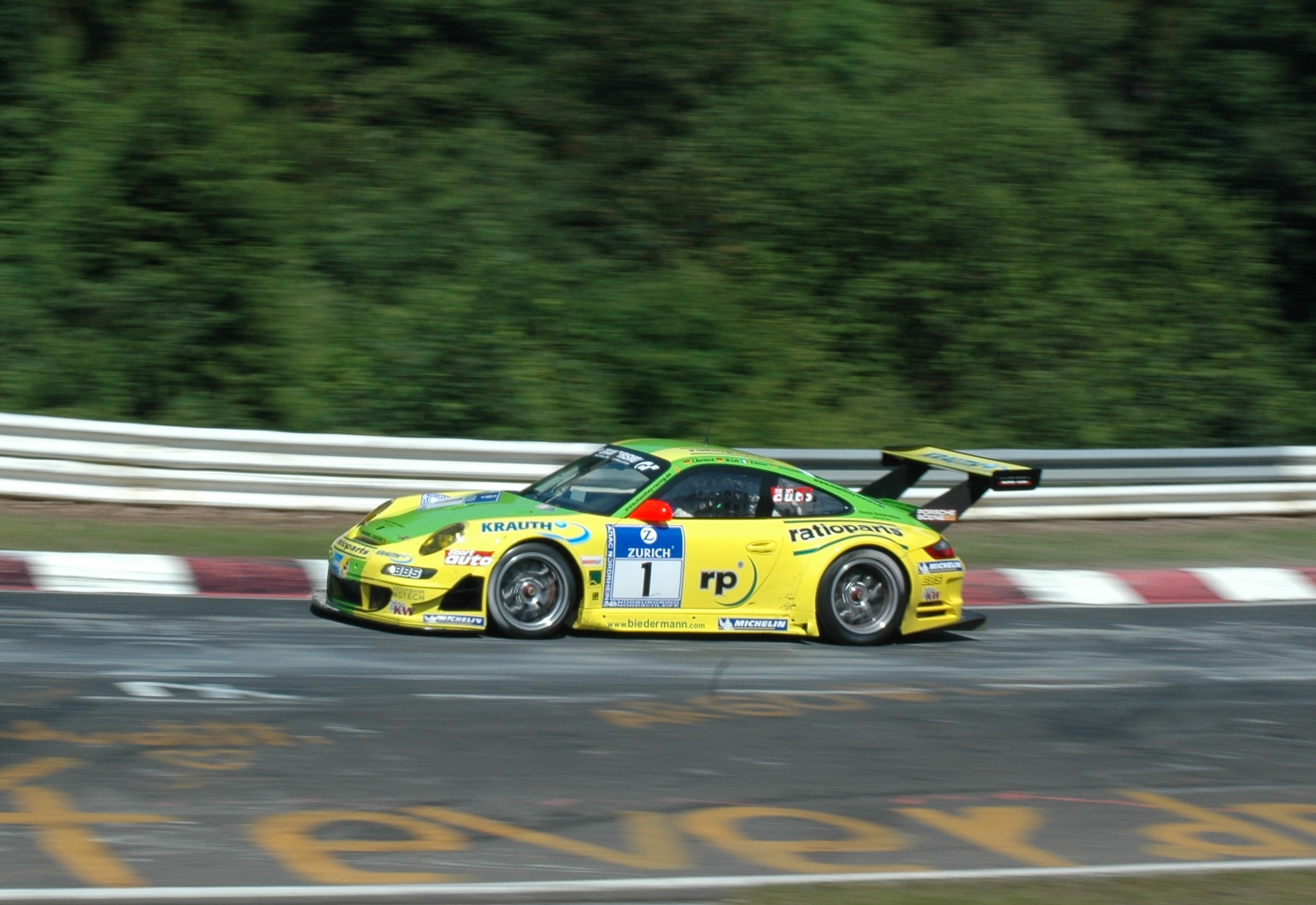
Porsche 997 GT3 RSR команди Manthey Racing

За результатами кваліфікації на першому місці в 2009 році стартував Porsche 997 GT3 Cup S команди Manthey Racing, із стартовим номером 2, показавши час 9:42.048. До складу цього екіпажу входили: Еммануель Коллар, Вольф Генцлер, Ріхард Літц та Дірк Вернер. На другій стартовій позиції, з часом 9:53.040 перебувала Audi R8 LMS команди Phoenix Racing. Її стартовий номер 99. Третім стартував Porsche 911 GT3 з номером 5 команди Wochenspiegel Team Manthey. Їх час був 9:58.327. Торішні лідери стартували на сьомій стартовій позиції за кермом Porsche 997 GT3 RSR. Цього року у перегонах брала участь українська національна команда Racing Team Ukraine. До її складу входили Олексій Мочанов, Андрій Круглик, Олександр Гайдай та Олексій Басов. Їхня BMW M3 з бортовим номером 169 стартувала з 75-ї позиції показавши час 11:34.319.
Гонка стартувала 23 травня о 15-00 за місцевим часом. На початку перегонів пелотон очолювали два Porsche 997 GT3 команди Manthey Racing та Audi R8 LMS команди Phoenix Racing. На світанку в результаті зіткнення автомобіль української команди пошкодив підвіску, а через 31 коло на великій швидкості у них вибило опору двигуна.
В підсумку перемога, четвертий раз поспіль, дісталась команді Manthey Racing з автомобілем Porsche 997 GT3 RSR. За період гонки вони пройшли 155 кіл загальною протяжністю 3933,6 км, побивши рекорд дальності на 101 км. Другим фінішував Audi R8 LMS команди Abt Sportsline. На третьому місці був ще один болід команди Manthey Racing, Porsche 997 GT3 Cup S. Українська команда фінішувала на 42 місці (4 місце у класі V5) проїхавши 130 кіл. 

## Переможці[2]
| Рік  | Пілоти                                                         | Автомобіль                                             | Команда                                                | Зауваження |
| ---- | -------------------------------------------------------------- | ------------------------------------------------------ | ------------------------------------------------------ | --- |
| 2010 | Йорґ Мюллер Аугушту Фарфуш Уве Альцен Педро Ламі               | BMW M3 GT2                                             | BMW Motorsport (Schnitzer Motorsport)                  | |
| 2009 | Марк Ліб Тімо Бернгард Ромен Дюма Марсель Тіман                | Porsche 997 GT3-RSR                                    | Manthey Racing                                         | Встановлено новий рекорд дальності: 155 кіл, 3933,6 км. П'ята перемога для Марселя Тімана і четверта для Тімо Бернгарда.                                       |
| 2008 | Марк Ліб Тімо Бернгард Ромен Дюма Марсель Тіман                | Porsche 997 GT3-RSR                                    | Manthey Racing                                         | |
| 2007 | Марк Ліб Тімо Бернгард Ромен Дюма Марсель Тіман                | Porsche 997 GT3-RSR                                    | Manthey Racing                                         | Через сильну зливу початок перегонів перенесли на дві години, а в ночі їх призупиняли на шість годин через сильний туман. Загалом гонка тривала лише 18 годин. |
| 2006 | Лукас Лур Тімо Бернгард Майк Роккенфеллер Марсель Тіман        | Porsche 996 GT3-MR                                     | Manthey Racing                                         | |
| 2005 | Педро Ламі Борис Саїд Дункан Гюїсмен Енді Пріоль               | BMW M3 GTR                                             | BMW Motorsport (Schnitzer Motorsport)                  | Четверта перемога для Педро Ламі |
| 2004 | Дірк Мюллер Йорґ Мюллер Ганс-Йоахім Штук Педро Ламі            | BMW M3 GTR                                             | BMW Motorsport (Schnitzer Motorsport)                  | |
| 2003 | Мануель Ройтер Тімо Шайдер Марсель Тіман Фолькер Штрицек       | Opel Astra V8 Coupé                                    | Phoenix Racing OPC Team Phoenix                        | |
| 2002 | Петер Жаковски Роберт Лехнер Педро Ламі                        | Chrysler Viper GTS-R                                   | Zakspeed                                               | Четверта перемога для Петера Жаковски |
| 2001 | Петро Жаковський Міхаель Бартельс Педро Ламі                   | Chrysler Viper GTS-R                                   | Zakspeed                                               | |
| 2000 | Бернд Майлендер Міхаель Бартельс Уве Альцен Альтфрід Геґер     | Porsche 911 GT3-R                                      | Porsche Zentrum Koblenz                                | |
| 1999 | Петро Жаковський Ганс-Юрґен Тіман Кляус Людвіґ Марк Дуез       | Chrysler Viper GTS-R                                   | Zakspeed                                               | На старт допустили автомобілі класу GT2 |
| 1998 | Марк Дуез Андреас Бовензіпен Крістіан Менцель Ганс-Йоахім Штук | BMW 320d                                               | Schnitzer Motorsport                                   | Вперше були представлені два автомобіля з дизельними двигунами                                                                                                 |
| 1997 | Йоганес Шайд Сабіне Шмітц Ганс-Юрґен Тіман Петер Жаковски      | BMW M3 E36                                             | Scheid Motorsport                                      | |
| 1996 | Йоганес Шайд Сабіне Шмітц Ганс Відман                          | BMW M3 E36                                             | Scheid Motorsport                                      | Вперше перемогла жінка - Сабіне Рек (Шмітц) |
| 1995 | Роберто Равалья Марк Дуез Александер Бурґшталлер               | BMW 320i                                               | Team Bigazzi                                           | |
| 1994 | Карл-Гайнц Влазік Франк Катгофер Фред Роштерґ                  | BMW M3                                                 |                                                        | |
| 1993 | Тонік де Азеведу Франц Конрад Орнульф Вірдгейм Франк Катгофер  | Porsche 911 Carrera                                    | Konrad Motorsport                                      | |
| 1992 | Джонні Чекотто Крістіан Даннер Жан-Мішель Мартін Марк Дуез     | BMW M3 Evo. 2                                          | Team Bigazzi                                           | Перегони зупиняли на декілька годин через туман. |
| 1991 | Йоахім Вінкельгок Кріс Ніссен Армін Хане                       | BMW M3 Evo. 2                                          | Schnitzer Motorsport                                   | |
| 1990 | Альтфрід Геґер Йоахім Вінкельгок Франк Шмікклер                | BMW M3 Evo. 2                                          | Linder Motorsport                                      | |
| 1989 | Емануель Пірра Роберто Равалья Фаб'єн Жіру                     | BMW M3                                                 | Team Bigazzi                                           | |
| 1988 | Едґар Дьорен Ґергард Голуп Петер Фаубель                       | Porsche 911 Carrera RSR                                | Dören                                                  | |
| 1987 | Кляус Людвіґ Кляус Недзведзь Стів Сопер                        | Ford Sierra Cosworth                                   | Eggenberger                                            | |
| 1986 | Маркус Оштрайх Отто Рензінґ Вінфрід Фогт                       | BMW 325i                                               | Auto Budde Team                                        | |
| 1985 | Аксель Фельдер Юрґен Гамельман Роберт Вальтершайд-Мюллер       | BMW 635 CSi                                            | Auto Budde Team                                        | |
| 1984 | Аксель Фельдер Франц-Йозеф Бролінґ Петер Оберндорфер           | BMW 635 CSi                                            | Auto Budde Team                                        | |
| 1983 | (гонку відмінили у зв'язку з перебудовою Нюрбургрингу)         | (гонку відмінили у зв'язку з перебудовою Нюрбургрингу) | (гонку відмінили у зв'язку з перебудовою Нюрбургрингу) | (гонку відмінили у зв'язку з перебудовою Нюрбургрингу) |
| 1982 | Дітер Гартман Кляус Людвіґ Кляус Недзведзь                     | Ford Capri                                             | Eichberg Racing                                        | |
| 1981 | Гельмут Дерінґ Дітер Гартман Фріц Мюллер                       | Ford Capri                                             | Gilden-Kölsch                                          | Четверта перемога для Фріца Мюллера |
| 1980 | Дітер Зельцер Вольфґанґ Вольф Матіас Шнайдер                   | Ford Escort RS 2000                                    | Berkenkamp Racing                                      | |
| 1979 | Герберт Кумлє Карл Мауер Вінфрід Фоґт                          | Ford Escort                                            | Cavallo Matras                                         | |
| 1978 | Фріц Мюллер Герберт Гехлер Франц Гешвендтнер                   | Porsche 911 Carrera                                    | Valvoline Deutschland                                  | |
| 1977 | Фріц Мюллер Герберт Гехлер                                     | Porsche 911 Carrera                                    |                                                        | |
| 1976 | Фріц Мюллер Герберт Гехлер Карл-Гайнц Квірін                   | Porsche 911 Carrera                                    |                                                        | |
| 1975 | (У зв'язку з нафтовою кризою гонки не проводились)             | (У зв'язку з нафтовою кризою гонки не проводились)     | (У зв'язку з нафтовою кризою гонки не проводились)     | (У зв'язку з нафтовою кризою гонки не проводились) |
| 1974 | (У зв'язку з нафтовою кризою гонки не проводились)             | (У зв'язку з нафтовою кризою гонки не проводились)     | (У зв'язку з нафтовою кризою гонки не проводились)     | (У зв'язку з нафтовою кризою гонки не проводились) |
| 1973 | Нікі Лауда Ганс-Петер Юстен                                    | BMW 3.0 CSL                                            | Alpina                                                 | Гонка проходила у два етапи по 8 год. кожен. |
| 1972 | Гельмут Келенерс Ґерольд Панкль                                | BMW 2800 CS                                            | Alpina                                                 | |
| 1971 | Ферфрід Принц фон Гогенцоллерн Ґерольд Панкль                  | BMW 2002                                               | Alpina                                                 | |
| 1970 | Ганс-Йоахім Штук Клеменс Шикентанц                             | BMW 2002 TI                                            | Koepchen BMW Tuning                                    | |